# Kispiox Range
Kispiox Range är ett berg i Kanada.   Det ligger i provinsen British Columbia, i den centrala delen av landet, 3 800 km väster om huvudstaden Ottawa. Toppen på Kispiox Range är 2 096 meter över havet.
Terrängen runt Kispiox Range är bergig åt nordväst, men åt sydost är den kuperad. Kispiox Range är den högsta punkten i trakten. Trakten runt Kispiox Range är nära nog obefolkad, med mindre än två invånare per kvadratkilometer.. Närmaste större samhälle är Hazelton, 18,3 km sydost om Kispiox Range.
I omgivningarna runt Kispiox Range växer i huvudsak barrskog.